# Palmadusta diluculum
Palmadusta diluculum là một loài ốc biển, là động vật thân mềm chân bụng sống ở biển trong họ Cypraeidae, họ ốc sứ
Có một phân loài: Palmadusta diluculum diluculum (Reeve)

## Phân bố

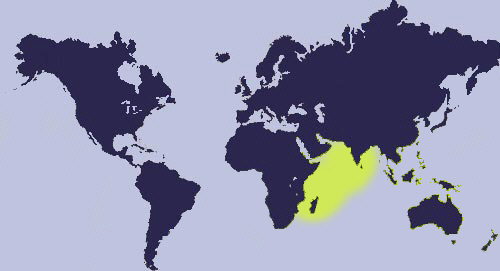
Bản đồ phân bố của Palmadusta diluculum

Chúng phân bố ở Ấn Độ Dương dọc theo Aldabra, Eritrea, Kenya, Madagascar, vùng bể Mascarene, Mauritius, Mozambique, Réunion, Seychelles, Somalia và Tanzania.

## Hình ảnh

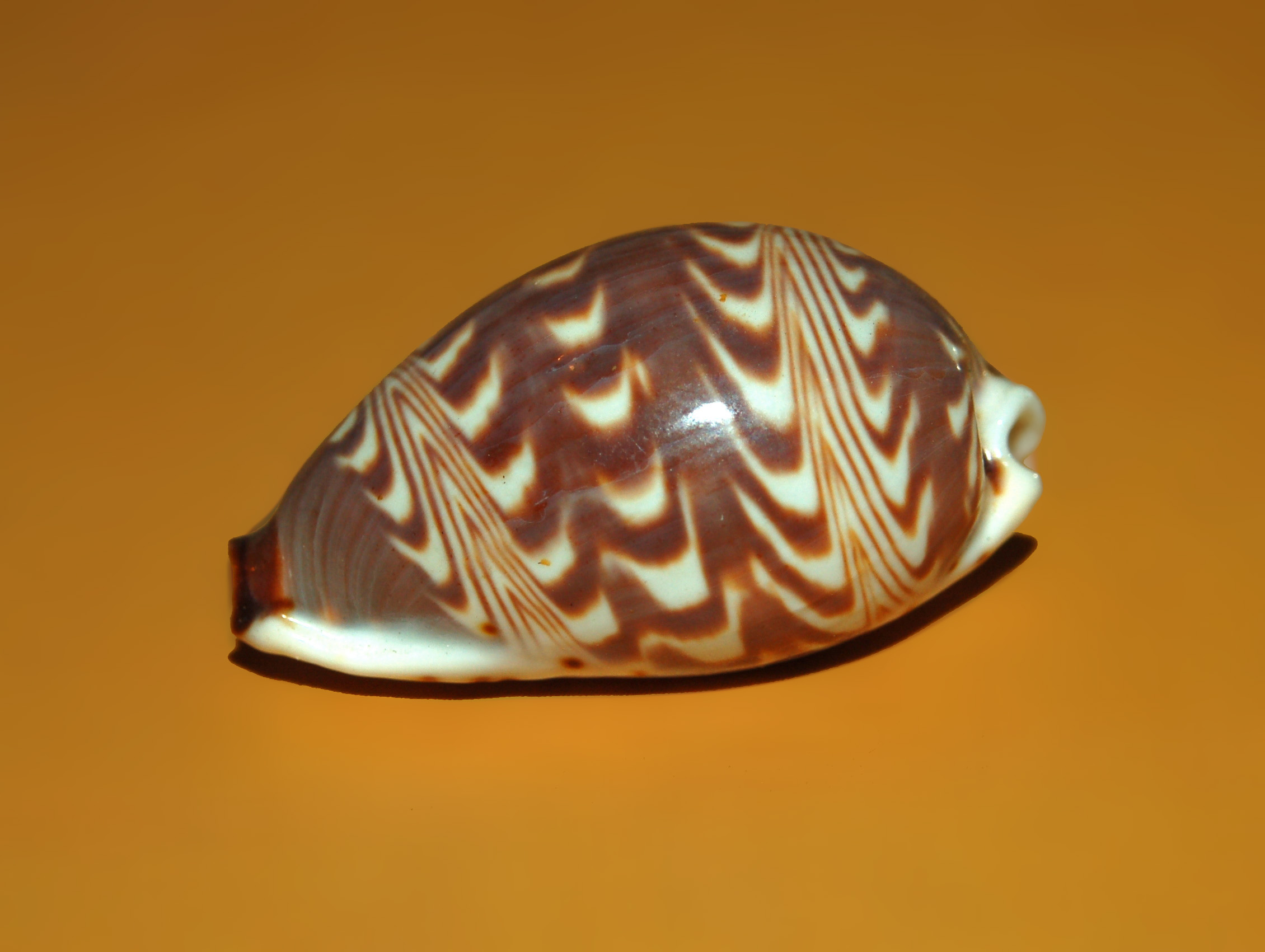
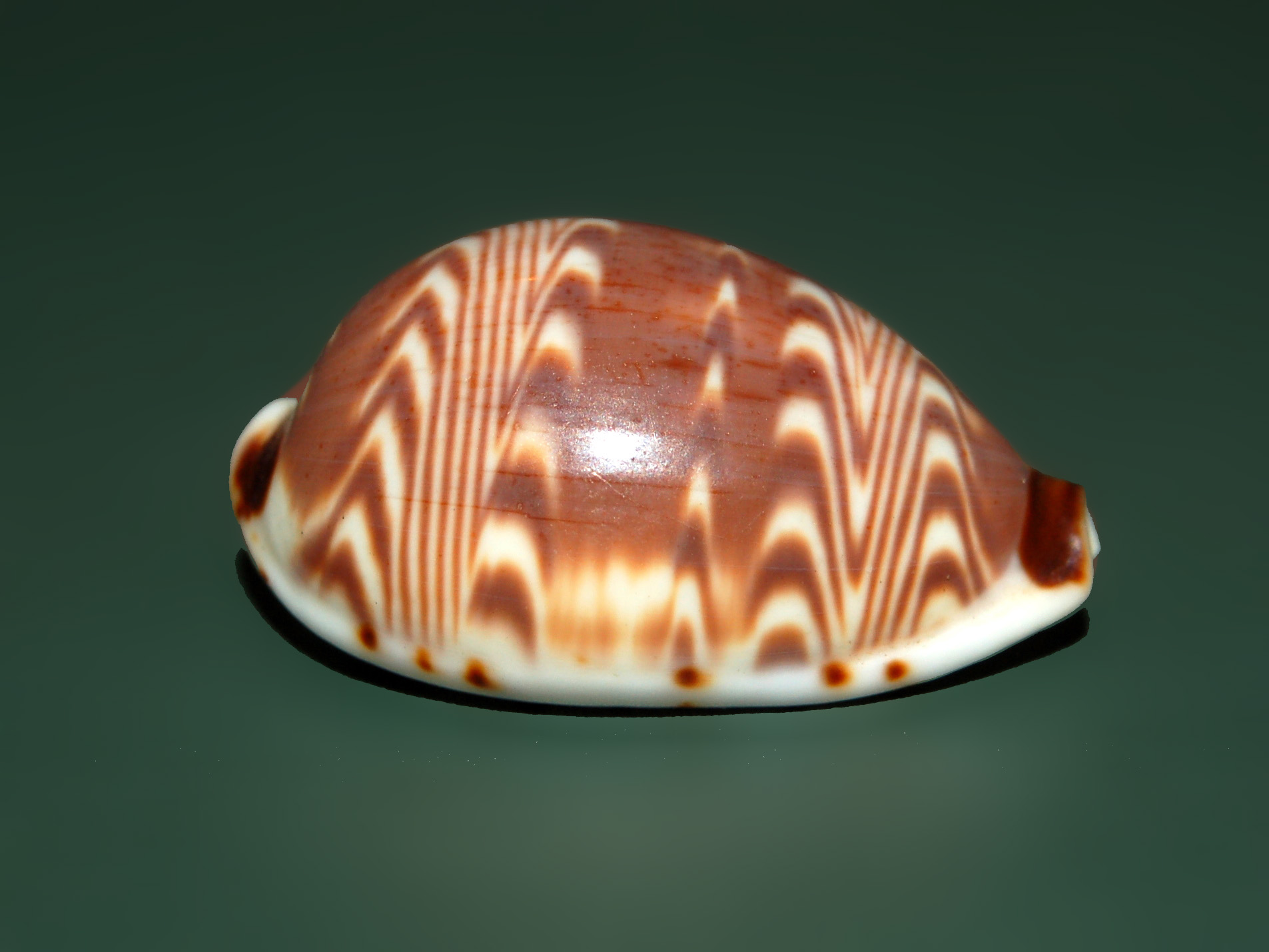
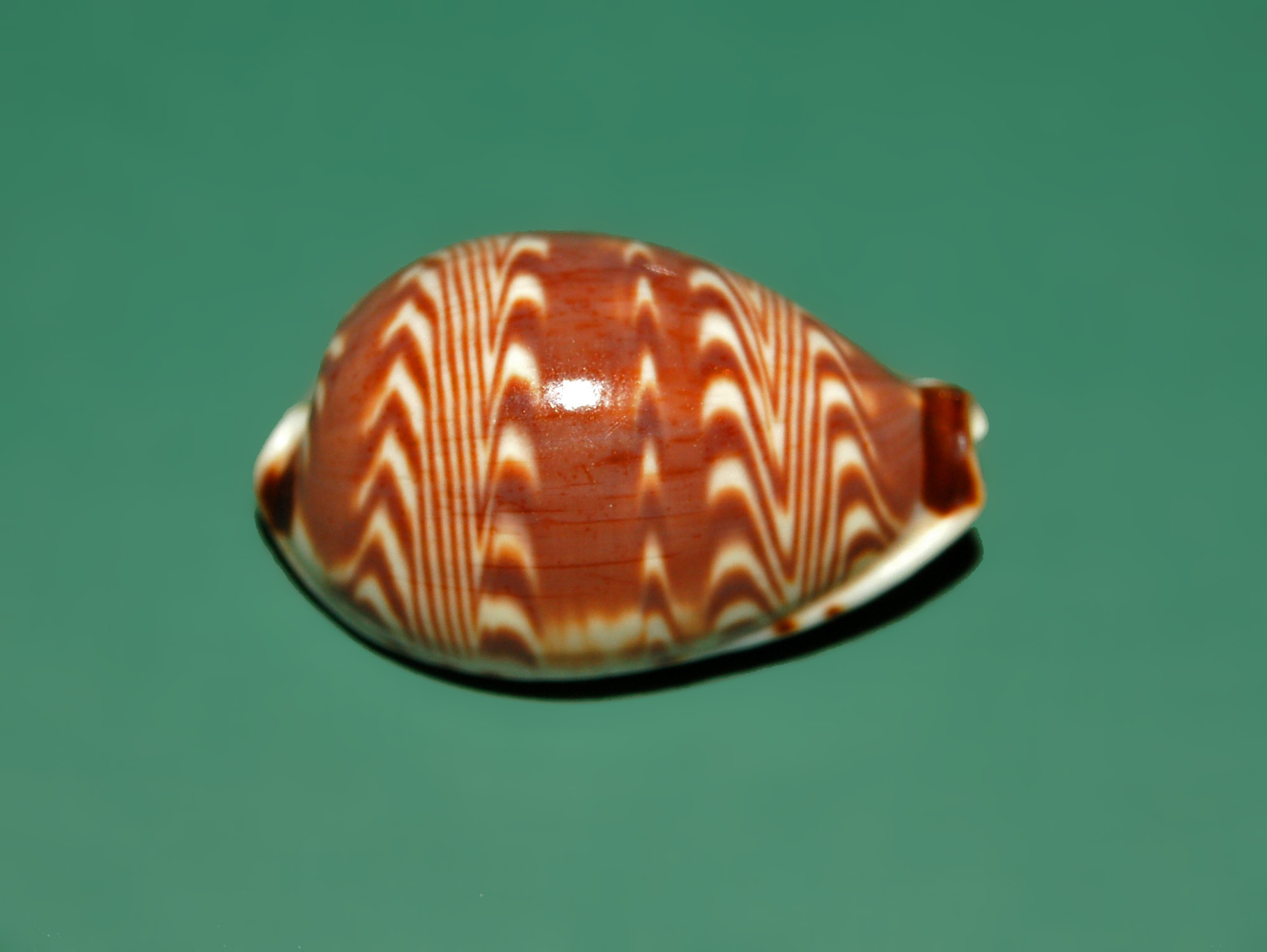
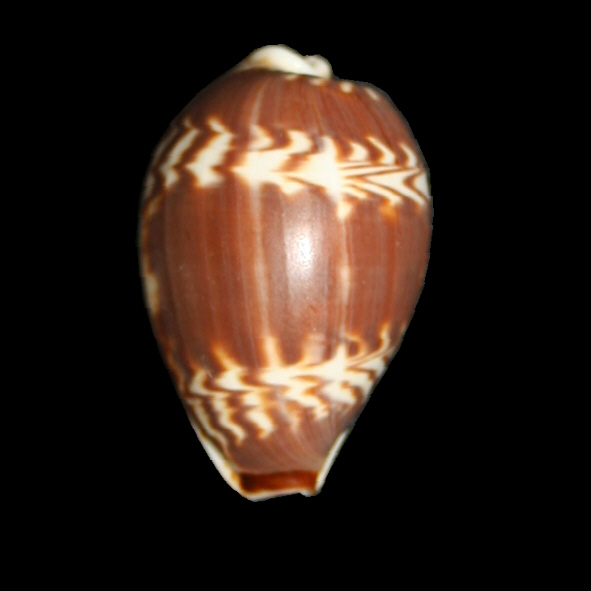